# سیارک ۱۵۲۸۲
سیارک ۱۵۲۸۲ (به انگلیسی: 15282 Franzmarc، نامگذاری:1991RX4) پانزده هزار و دویست و هشتاد و دومین سیارک کشف شده‌است که در ۱۳ سپتامبر ۱۹۹۱ کشف شد.
قدر مطلق سیارک برابر ۱۳٫۲۰ است.